# امانوئل کوتو
 امانوئل کوتو (انگلیسی: Emanuel Couto؛ زاده ۶ اوت ۱۹۷۳) یک تنیس‌باز اهل پرتغال است. 